# 1999–2000-es magyar női labdarúgó-bajnokság (másodosztály)
A magyar női labdarúgó-bajnokság másodosztályában 1999–2000-ben hat csapat küzdött a bajnoki címért. A bajnoki címet a Viktória-Hungária SC szerezte meg.

## Végeredmény
| #  | Csapat               | M  | GY | D | V  | G+ – G– | GK  | P  | Megjegyzések |
| -- | -------------------- | -- | -- | - | -- | ------- | --- | -- | ------------ |
| 1. | Viktória-Hungária SC | 10 | 8  | 0 | 2  | 53–14   | +39 | 24 |              |
| 2. | Terán NFK-Győr       | 10 | 6  | 1 | 3  | 52–29   | +23 | 19 |              |
| 3. | Miskolci VSC         | 10 | 6  | 1 | 3  | 44–21   | +23 | 19 |              |
| 4. | Mottó FC-Győr        | 10 | 6  | 0 | 4  | 28–24   | +4  | 18 |              |
| 5. | Algyői SK            | 10 | 3  | 0 | 7  | 19–35   | −16 | 9  |              |
| 6. | Verőcei SE           | 10 | 0  | 0 | 10 | 8–81    | −73 | 0  | NB I         |
| –. | Jászdózsai NFC       | 0  | 0  | 0 | 0  | 0–0     | 0   | 0  | visszalépett |
| –. | Szegedi Boszorkányok | 0  | 0  | 0 | 0  | 0–0     | 0   | 0  | visszalépett |

Utolsó frissítés: 2000. június 30. 
Forrás: RSSSF - Hungary (Women) 1999/00 
A rangsorolás alapszabályai: 1. összpontszám, 2. győzelmek száma, 3. egymás elleni eredmények összpontszáma,  4. egymás elleni eredmények gólkülönbsége, 5. egymás elleni eredmények szerzett góljainak száma 6. gólkülönbség, 7. szerzett gólok száma.
(B): Bajnokcsapat, (K): Kieső csapat, (F): Feljutó csapat, (I): Kupainduló, (R): A rájátszás győztese, (KGY): Kupagyőztes

A bajnok Hungária-Viktória SC játékosai
Almási Éva, Hosszú Erika, Lenner Szilvia, Mihajlov Diána  kapusok – Bukovszkiné Boros Piroska, Fekete Mária, Hegedűsné Tóth Ágota, Kereskai Éva, Kereskai Kinga, Kiss Klaudia, Kiss Lászlóné, Lukács Éva, Ménesi Melinda, Nánási Tímea, Németh Beatrix, Papp Éva, Paulik Éva, Simai Barbara, Sipos Ilona, Tornyos Katalin, Vrábel Ibolya.
Edző: Magyari Attila

## Vezetőedzők
| Egyesület            | Edző           |
| -------------------- | -------------- |
| Algyői SK            | Pécely György  |
| Hungária-Viktória SC | Magyari Attila |
| Miskolci VSC         | Demeter Miklós |
| Mottó FC-Győr        | Mészáros Béla  |
| Terán NFK-Győr       | Csapó Sándor   |
| Verőce SE            | Magyari László |

## A góllövőlista élmezőnye
| Gól                                                          | Név                  | Csapat               |
| ------------------------------------------------------------ | -------------------- | -------------------- |
| 23                                                           | Tóth Adrienn         | Terán NFK-Győr       |
| 17                                                           | Vrábel Ibolya        | Hungária-Viktória SC |
| 12                                                           | Kovács Alíz          | Miskolci VSC         |
| 11                                                           | Szeiman Éva          | Terán NFK-Győr       |
| 11                                                           | Czuder Ágnes         | Miskolci VSC         |
| 9                                                            | Erőssné              | Terán NFK-Győr       |
| 9                                                            | Kovácsics Diána      | Mottó FC-Győr        |
| 7                                                            | Kiss Klaudia         | Hungária-Viktória SC |
| 7                                                            | Szabó Szilvia        | Miskolci VSC         |
| 6                                                            | Szolga Judit         | Algyői SK            |
| 5                                                            | Papp Éva             | Hungária-Viktória SC |
| 5                                                            | Hegedűsné Tóth Ágota | Hungária-Viktória SC |
| 5                                                            | Krenács Lilla        | Algyői SK            |
| Utolsó frissítés: 2000. június 30.                           |                      |                      |
| Forrás: Futballévkönyv 2000, I. kötet 340. o. ISSN 1585-2172 |                      |                      |